# Об'єкт 934
Об'єкт 934 «Суддя» — радянський дослідний десантований легкий плавучий танк. Розроблявся на Волгоградському тракторному заводі. Серійно не вироблявся.

## Історія створення
В кінці 1969 — початку 1970 років, за вказівкою міністра оборони СРСР А. А. Гречко в план НДДКР на 1970-1973 роки була включена розробка легкого танку на заміну танку ПТ-76.
Основні вимоги, пред'являвлені тематичною карткою, яка 4 грудня 1969 року була направлена заступнику міністра оборонної промисловості СРСР Ж. Я. Котіну:
1. Бойова вага танка — не більше 15 т;
2. Озброєння:
— нарізна 100 мм гармата Д—33;
— протитанковий ракетний комплекс 9К111 «Фагот»;
— кулемет калібру 12,7 мм для стрільби по наземним та зенітним цілям;
3. Захист:
а) броньовий:
— від 23 мм бронебійного снаряду при курсових кутах ± 35°;
— від 12,7 мм бронебійної кулі при курсових кутах ± 70°;
— від 7,62 мм бронебійної кулі;
б) протиатомна:
— колективна автоматична, з герметизацією жилого простору, зі створенням протитиску і фільтрацією повітря, що нагнітається;
— кратність ослаблення радіації — не менше ніж у БМП-1;
4. Рухливість:
— максимальні швидкості руху:
     на суші — 70 км/год; на плаву — 12 км/год;
— запас ходу по паливу на суші — 700 км.
Розробка велася на конкурсних засадах силами ЧТЗ, ВгТЗ, ММЗ за участю ВНІІТрансмаша. До другого кварталу 1970 року планувалося надання аванпроєкту. Однак в термін не вклався жоден з учасників конкурсу.
Першим свій проєкт 29 квітня 1971 представив Челябінський тракторний завод. Проєкт носив індекс «Об'єкт 788». За базу була обрана БМП-1.
21 травня 1971 року Волгоградський тракторний завод представив свій варіант. Проєкт мав два варіанти:
Об'єкт 934 - класичне розміщення екіпажу в корпусі; маса танка — 14,8 т;
Об'єкт 934Б - розміщення екіпажу (в тому числі механіка-водія) у башті—капсулі; маса танка — 14,6 т.

Після розгляду аванпроєктів був обраний Об'єкт 934. Потім були встановлені наступні терміни етапів розробки:
ескізний проєкт - 2 квартал 1972 року;
технічний проєкт - 4 квартал 1972 року;
три зразки для заводських випробувань - 2 квартал 1973 року;
три зразки для полігонних випробувань - 4 квартал 1973 року;
подання пропозицій - 2 квартал 1974 року.

Через низку принципових розбіжностей між ГАБТУ, ГРАУ, конструкторів, через зміну генерального конструктора ДКР «Суддя» (чиї погляди докорінно відрізнялися від поглядів свого попередника), через зміну міністра оборони СРСР і багатьох інших факторів, послідовно були зірвані всі терміни етапів розробки. Проєкт був дуже неоднозначний і кожен з учасників ДКР «Суддя» бачив новий плавучий танк по-своєму.
В результаті послідовних переносів і зрушень термінів розробки та надання дослідних зразків на попередні і державні випробування, Об'єкт 934 «Суддя» втратив свою актуальність. До того моменту, як були виготовлені три дослідні зразки вже активно велася розробка експериментального Об'єкту 688 (згодом БМП-3).
21 лютого 1980 року на засіданні ВТС МО генерал Ю. М. Потапов висловив думку, що в зв'язку з появою «Об'єкту 688», який мав настільки потужне озброєння, тема «Судді» втратила свою актуальність. В результаті чого, ДКР «Суддя» була закрита. Однак в документі Управління Начальника танкових військ на закриття робіт по Об'єкту 934, було записано, що результати розробки дозволено використовувати.

## Машини на базі
- Об'єкт 937 — дослідна бойова машина десанту;
- Об'єкт 940 — дослідна командно-штабна машина «Поток-4»;
- Об'єкт 950 — бойова машина десанту БМД-3 «Бахча»;
- Об'єкт 952 — шасі СПТП 2С25 «Спрут-СД»;
- Об'єкт 953 — шасі транспортно-заряджаючої і бойової машини ЗПРК «Роман»;
- «Обжимка» — дослідна самохідна артилерійська установка;